# Air Ranger: Rescue Helicopter
Air Ranger: Rescue Helicopter est un jeu vidéo de simulation de vol en hélicoptère développé et édité par ASK, sorti en 2001 sur PlayStation 2.
Il a pour suite Air Ranger 2: Rescue Helicopter et Air Ranger 2 Plus: Rescue Helicopter.

## Accueil
- Famitsu : 30/40[1]